# Cirsosina rhododendri
Cirsosina rhododendri är en svampart som beskrevs av Bat. & J.L. Bezerra 1960. Cirsosina rhododendri ingår i släktet Cirsosina och familjen Microthyriaceae.   Inga underarter finns listade i Catalogue of Life.